# Caso Chispas
El Caso Chispas, también llamado «el negocio del siglo», fue un escándalo bursátil y político ocurrido en Chile en 1997. Se originó por la compra de acciones de la empresa Endesa España a la compañía chilena Enersis, lo que tuvo un amplio impacto político al alcanzar al entonces candidato presidencial Sebastián Piñera y cuestionar las privatizaciones de empresas públicas a fines de la dictadura militar. Posteriormente, en 2004, la justicia condenó a los implicados con el pago de USD $75 millones en multas, siendo sus ganancias totales de más de 400 millones.

## El caso
La compañía chilena Enersis era dirigida por José Yuraszeck junto a sus exsocios en Enersis, Marcos Zylberberg, Luis Fernando Mackenna, Marcelo Brito, Arsenio Molina y Eduardo Gardella. Este grupo de empresarios logró obtener un desmedido precio en desmedro de la gran cantidad de accionistas de la empresa, por lo que fueron acusados de fraude. Esto por la venta del paquete controlador del holding eléctrico a Endesa España, lo que se denominó «el negocio del siglo».
En el juicio que posteriormente se aplicó, los socios estratégicos se vieron obligados a pagar unos USD $75 millones en multas. Básicamente, el fallo declaró que los ejecutivos usaron sus cargos directivos en beneficio propio.

## Alcances políticos
- José Yuraszeck es un conocido político del partido de derecha UDI, lo que permitió a los demás partidos intentar lograr dividendos.
- El entonces candidato presidencial, Sebastián Piñera, fue implicado en el caso cuando, de acusador, pasó a ser acusado por aprovechar también su posición como senador de la República y obtener un precio mayor que los demás accionistas.[2] La explicación del empresario fue en ese entonces:

«Yo negocio con el que me ofrece mejores condiciones. Pero la gran diferencia es que lo hago como dueño y sin representar a nadie». Sebastián Piñera explica qué lo diferencia de Yuraszeck respecto de Endesa España.
La Segunda, edición del 19 de noviembre de 1997.

- Este caso, ocurrido un mes antes de las elecciones parlamentarias de 1997, fue el segundo escándalo político en que se vio involucrado Sebastián Piñera, pues en 1992 ya había protagonizado el caso conocido como Piñeragate.[3]

## La privatización de Enersis
Enersis provenía de la empresa estatal Chilmetro, que fue privatizada bajo la dirección del propio Yuraszeck. Yuraszeck impulsó la «Operación Chispitas», es decir, la creación de las sociedades de papel gemelas Chispas Uno y Chispas Dos. Yuraszeck y sus socios tomaron el control de las sociedades Luz y Fuerza y Los Almendros, las cuales habían sido generadas en nombre del capitalismo popular. Con ello alcanzaron el poder en Chilmetro, a la que después llamaron Enersis.

## Consecuencias
La enemistad generada a partir de este caso entre Yuraszeck y Piñera generó consecuencias políticas casi dos décadas después, durante la precandidatura presidencial de Sebastián Piñera, para la elección presidencial de Chile de 2017. El 15 de diciembre de 2016, Yuraszeck publicó una carta abierta en El Mercurio, donde instó a Piñera de bajar su nueva candidatura, en caso de que sus cuestionados negocios con Perú en medio de la controversia de delimitación marítima entre Chile y el Perú, así como también sus cuestionados negocios con LATAM, fueran mayores a los hasta entonces investigados.